# Piotr VII (koptyjski patriarcha Aleksandrii)
Piotr VII (ur. ?, zm. 5 kwietnia 1852) – w latach 1809–1852 109. patriarcha (papież) Koptyjskiego Kościoła Ortodoksyjnego. 